# 高新
高新（1956年10月1日—），新闻评论者，文革时成为下乡知青。后来考入北京师范大学中文系，畢業後担任北京师范大学教师。1989年參與六四事件，為天安門廣場四君子之一。1989年旅居美國，已婚未育。現為研究中共高层人事问题，并不积极地从事政治活动，定期在自由亚洲电台专栏夜话中南海中发表有关中共高层的评论文章。
数十年撰写了17本关于中国高层政治的专著，是最先向海外披露“七十岁封顶”、“七上八下”等人事规则，最早关注曾庆红（并将其称之为“大内总管”）和王沪宁（对其日记进行研究并将其称之为“政治化妆师”），发明“太子党”一词政治评论家。

## 著作
著有《温家宝传》、《朱镕基传》（与何频合著）、《乔石评传》、《降服广东帮》、《江泽民的幕僚》、《海峡无战事》、《中国党政军中央领导层》、《江泽民的权力之路》、《高干档案》、《中共太子党》（与何频合著）、《领导中国的新人物》：《中共十六届政治局常委》等。